# Aleksey Vorobyov
Aleksey Vladimirovich Vorobyov (tiếng Nga: Алексей Владимирович Воробьёв; nghệ danh tiếng Anh: Alex Sparrow, sinh ngày 19 tháng 1 năm 1988) là một nam ca sĩ, diễn viên người Nga. Anh biểu diễn bằng cả tiếng Nga và tiếng Anh. Alexey từng tham gia The X Factor Nga năm 2005 khi 17 tuổi. Năm 2006, anh ký hợp đồng với hãng Universal Music. Alex cũng đại diện cho Nga tại cuộc thi Eurovision Song Contest 2011 (tổ chức ở Đức).

## Thời thơ ấu
Alex sinh ngày 19 tháng 1 năm 1988 tại Tula (tiếng Nga: Тула), Nga. Cha anh là giám đốc công ty và mẹ anh là nội trợ. Khi còn nhỏ, Alex chơi bóng đá cho đội trẻ ở địa phương. Lúc đầu, Alex muốn theo đuổi sự nghiệp thể thao, nhưng sau đó anh đã chuyển sang âm nhạc.